# Río Orosi
El río Orosi, también llamado río Grande de Orosi, es un río de Costa Rica, perteneciente a la vertiente del mar Caribe. Nace en el cerro de la Muerte, en la cordillera de Talamanca, y de allí desciende formando el valle de Orosi, donde se ubica la ciudad de Orosi, en la provincia de Cartago. Desemboca en la laguna de Cachí, donde junto con el río Aguacaliente forma el río Reventazón, uno de los ríos más importantes del país. Su cuenca se halla protegida por el parque nacional Tapantí. Afluentes suyos son los ríos Macho, Palomo, Purisil y Cuencí.
Las aguas del río Grande de Orosi son utilizadas para la producción hidroeléctrica y para abastecer a gran parte de la población del Área Metropolitana, por medio del acueducto de Orosi. La región de Orosi es una de las zonas más lluviosas del país (más de 6500 mm³ por año), y una de las más biodiversas de Costa Rica. En la cuenca del río Orosi pueden hallarse hasta 45 especies de mamíferos, muchos de ellos en peligro de extinción, como la danta, el tepezcuintle y el manigordo. El área alberga cerca de 260 especies de aves y 28 especies de reptiles, incluidas serpientes como la bocaracá. Se encuentran 28 especies de anfibios y gran cantidad de insectos, como por ejemplo mariposas de diversos colores, así como avispones, avispas y grillos. Entre la vegetación más característica se encuentra el roble, el magnolia, el burío, el jaúl, la sombrilla de pobre, orquídeas, bromelias, musgos y helechos.